# مستودع البيانات

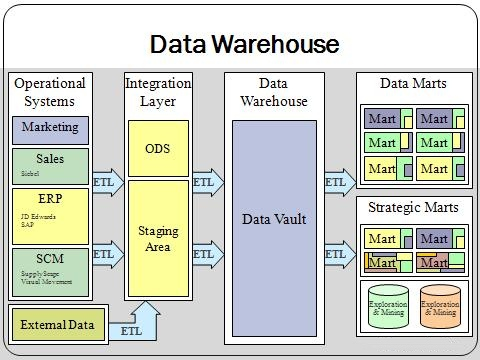

مستودع البيانات (بالإنجليزية: Data Warehouse) هو نوع متخصص من قواعد البيانات يُستخدم لتخزين ومعالجة كميات ضخمة من البيانات المجمعة من مصادر متعددة، بهدف دعم عمليات اتخاذ القرار داخل المؤسسات والمنظمات. 
يُعد مستودع البيانات منصة مركزية يتم فيها تجميع البيانات التاريخية المأخوذة من قواعد البيانات التشغيلية أو أنظمة المعاملات أو مصادر بيانات أخرى مثل الملفات النصية أو الوثائق. بعد ذلك، يتم تحويل هذه البيانات وتنظيمها في بنية تسهل عمليات الاستعلام والتحليل، مما يتيح للمؤسسات فهم أدائها نظم دعم القرارات.

## الخصائص
تتسم مستودعات البيانات بعدة خصائص رئيسية:
- موجهة حسب الموضوع (Subject Oriented): تُنظم البيانات حول مواضيع رئيسية مثل العملاء أو المنتجات أو المبيعات.
- متكاملة (Integrated): تُدمج البيانات من مصادر مختلفة وتوحَّد باستخدام قواعد متسقة للأسماء والترميز.
- مستقرة (Non-volatile): لا يتم تحديث البيانات أو حذفها بشكل متكرر كما هو الحال في قواعد البيانات التشغيلية.
- تابعة للوقت (Time-variant): تحتوي على بيانات تاريخية تمثل تغيرات الأنشطة على مدى فترات زمنية.

## الهيكل
غالبًا ما تُبنى مستودعات البيانات باستخدام نموذج النجم (Star Schema) أو نموذج الثلجية (Snowflake Schema)، والتي تُسهل عمليات التحليل متعدد الأبعاد (OLAP).

### طبقات مستودع البيانات
يتكوّن مستودع البيانات من عدة طبقات، تؤدي كل منها وظيفة محددة، وهي:
1. طبقة قواعد البيانات التشغيلية: تحتوي على البيانات المصدر الأولي.
2. طبقة الوصول للمعلومات: طبقة الوسيط بين البيانات الخام والتحليل.
3. طبقة الوصول للبيانات: توفّر أدوات استخراج وتحويل وتحميل البيانات (ETL).
4. طبقة وصف البيانات (Metadata Layer): تحتفظ بتعريفات وتوصيفات البيانات.
5. طبقة إدارة العمليات: تتحكم في الجداول الزمنية، والجودة، والتدفقات.
6. طبقة تطبيقات الرسائل: تستخدم في إرسال واستقبال البيانات بين الأنظمة.
7. الطبقة الفيزيائية (Physical Data Warehouse): التخزين الفعلي للبيانات.
8. طبقة تمثيل البيانات: تعرض البيانات للمستخدمين النهائيين من خلال لوحات تحكم أو تقارير.[5]

## أنواع مستودعات البيانات

### 1. مستودع البيانات الافتراضي (Virtual Data Warehouse)
يوفّر للمستخدمين وصولاً مباشرًا إلى البيانات من خلال طبقة تجريدية دون الحاجة إلى تخزين فعلي للبيانات في مكان واحد.

### 2. مستودع البيانات المركزي (Centralized Data Warehouse)
يضم جميع البيانات من مصادر متعددة في موقع مركزي موحد، ويُستخدم غالبًا في المؤسسات الكبيرة ذات البنية المعقدة.

### 3. مستودع البيانات الموزع (Distributed Data Warehouse)
يتم فيه توزيع البيانات على أكثر من موقع جغرافي، مع إمكانية التكامل بين المواقع، ويوفّر مرونة وأداء عالٍ عند التعامل مع كميات ضخمة من البيانات.

## التطبيقات والاستخدامات
- تحليلات الأعمال (Business Intelligence)
- تنقيب البيانات (Data Mining)
- التخطيط الاستراتيجي
- تقارير الأداء

- دعم القرار التنفيذي

## التحديات
- تكلفة الإنشاء والصيانة
- تعقيد دمج البيانات من مصادر مختلفة
- ضمان جودة البيانات وتنظيفها
- أمن البيانات والتحكم بالوصول

## أدوات وتكنولوجيا
من أشهر الأدوات والتقنيات المستخدمة في بناء وتشغيل مستودعات البيانات:
- أدوات ETL مثل Talend، Apache Nifi، وInformatica.
- قواعد بيانات تحليلية مثل Amazon Redshift، Google BigQuery، وSnowflake.
- أدوات التصوير البياني مثل Tableau وPower BI.